# Ovidiu Lipan
Ovidiu Lipan (n. 31 ianuarie 1953, Iași, România) este un muzician, compozitor și baterist român, cunoscut ca membru a două formații marcante de muzică rock din România: Roșu și Negru și Phoenix.

## Biografie
A urmat autodidact acordeonul și pianul. Trăgându-se dintr-o familie de muzicieni, bunicul lui Ovidiu Lipan fiind percuționist, și având toba în casă, era inevitabil să nu bată în ea. Din acel moment nu se știe cine pe cine a însușit: toba pe Ovidiu sau Ovidiu pe tobă. A urmat liceul Costache Negruzzi în paralel cu școală de muzică (clarinet). 
În primul rând, când a apărut în grupul Roșu și Negru strămutat de Nancy Brandes la Iași (anii '67-'68, când Lipan avea vârstă de 13 ani), s-a dovedit (inclusiv că vârstă, revăzând filmările de arhivă) copilul teribil al tobelor și implicit al rock-ului românesc. La cele două festivaluri ale Arhitecturii ('69 și '71), practic gale naționale ale rockului românesc din acei ani, a câștigat de fiecare dată premiul pentru cel mai bun baterist (chit că era clar și cel mai tânăr-15 ani). Muzica ieșenilor, de altfel, era evadată din obișnuințele vremii, spre un jazz-rock de mare clasă, elitist (și oricum nou pentru România). Având un mare succes în rândul studenților, au făcut concerte în toată țară cu sălile pline, Ovidiu Lipan fiind cap de afiș.
A continuat să cânte după 1971, în București, cu Roșu și Negru (cu care apare pe trei discuri EP) până la jumătatea anilor 70, dar și în alte formații de acompaniament ale vremii. Așa că în 1975, când postul de baterist de la Phoenix (cea mai populară trupa a momentului atunci) a rămas liber prin plecarea lui Costin Petrescu, a fost primul contactat. De atunci (capodopera discografică «Cantafabule» repetata si inceputa cu Costin Petrescu) apare aproape în toate show-urile și pe toate discurile Phoenix. 
A fugit din țară laolaltă cu ceilalți conduși de Nicolae Covaci, la începutul verii 1977, iar în Germania a continuat să cânte în diverse formule, nu numai cu foștii Phoenix... Astfel, în 1978 a înființat grupul Madhouse, cu Josef Kappl și Erlend Krauser, formulă care a înregistrat două discuri. Au cântat mult prin cluburile germane și la mari festivaluri internaționale. Apoi colegii au intrat în LAKE, el în schimb a cântat ba în studiouri, cu Eruption, cu ELOY, cu Joachim Witt⁠(d) (new-wave german), diverse sessions cu Herman Rarebell de la Scorpions, prin cluburi (incl Ginger Baker), cu Rated X (trupa nemțească cu care a editat două albume) - fiind un muzician complet a avut propriul big band și a cântat la turnire de dans internaționale cu Michael Hall. A terminat studiile la academia de jazz W. Hartman. O viață muzicală complexă, onorând comenzi dintre cele mai variate. Firește, când PHOENIX s-au repus pe roate a fost din nou alături de fugari.
A revenit în țară în ianuarie 1990 (Revoluția din decembrie 1989 i-a prins pe Phoenix cântând în Hyde Park din Osnabrück) nu cu trupa, ci cu un convoi de ajutoare pentru copiii din Moldova natală împreună cu maestrul Celibidache din Austria. 
Dragostea de țară fiind prea puternică, Ovidiu Lipan a revenit în România după revoluția din 1990 și a realizat “Visul Toboșarului”, un poem simfonic, într-un spectacol de world-muzică care a rămas pentru todeauna întipărit în mintea spectatorilor.
Începând cu 1992, (când Țăndărică participa cu un clip, pentru Germania, la «Cerbul de Aur») își edifica propria carieră, așadar solistică. Un single și un LP (cu compoziții proprii, avându-l inclusiv solist vocal! – «Lipan Connection»), iar din 1999 apare cu proiecte ample (însoțite de transpuneri discografice ale coloanelor sonore) inițiate și dezvoltate într-un spirit al muzicii românești tradiționale, identitare, la intersecții stilistice... fără granițe! Așa a fost opera etno-rock «Visul Toboșarului», în paralel cu colaborările cu Fanfara din 10 Prăjini, apoi «Renașterea / Pro Europa», colaborări cu Gheorghe Zamfir, Grigore Leșe, Marius Mihalache, «Getică». 
În ianuarie 2003, la 50 de ani, Ministerul Culturii și Cultelor i-a conferit Premiul de excelență pentru întreagă activitate, iar în noiembrie 2007, când PHOENIX au fost decorați de Președintele României (cu Meritul Cultural în grad de Cavaler), Ovidiu Lipan (care avea deja această distincție) a fost înaintat la gradul de Ofițer. 
Ovidiu Lipan a dus numele României peste tot în lume, susținând spectacole în Europa (Franța, Belgia, Albania, Macedonia, Bulgaria), America de Nord, America Latină. 
De-a lungul timpului, a câștigat numeroase premii care l-au onorat foarte mult și au fost un semn că muncă i-a fost apreciată. 
Ovidiu Lipan este un cetățean al lumii, un om care unește prin forță și prin formă lui original-modernistă obiceiurile și tradițiile cu muzică contemporană. Un astfel de exemplu este cel mai recent spectacol al maestrului care a avut loc la Sala Palatului și a inclus elemente sud-americane, balcanice, latine, un parfum și o notă distinsă a ceea ce înseamnă cultură planetară și ecumenism cultural. 
De-a lungul timpului a avut colaborări cu numeroși artiști: Toni Putrino (Australia), Dzidek Marcinkevici (Polonia), Kappl (Germania), Marius Mihalache, Laurențiu Horjea, Mihai Neniță, Chiba Daki, Mani Neumann, etc. 
Ovidiu Lipan Țăndărică are un talent de geniu, a perseverat și a ajuns la o formă de gândire muzicală care cucerește inimile publicului în fiecare spectacol. Prin concertele diferite din punct de vedere stilistic, Ovidiu Lipan și-a dezvoltat stilul artistic pe care nu l-ar fi învățat în nicio școală.
În 2008 începe colaborarea cu Margareta Pâslaru care scrie textele pentru două dintre compozițiile lui Ovidiu Lipan și le înregistrază: Tango Toledo (2008) și Balerină (2009). În ianuarie 2009 Tango Toledo se clasează pe primul loc în Top Românesc - Radio România Actualități.
Președintele României Ion Iliescu i-a conferit solistului vocal Ovidiu Lipan la 13 mai 2004 Ordinul Meritul Cultural în grad de Cavaler, Categoria D - "Arta Spectacolului", „în semn de apreciere a întregii activități și pentru dăruirea și talentul interpretativ pus în slujba artei scenice și a spectacolului”.
Are un băiat, Alexander, muzician și el, stabilit în Germania.

## Discografie
Solo:
- Mamă, nu trăi-n trecut/Dragostea va exista (1993, single)
- Visul toboșarului (1999, reeditat în 2005)
- Renașterea (cu Fanfara Zece Prăjini) (2001, reeditat în 2013)
- Performance – Live in Germany (cu Marius Mihalache) (2002)
- Aniversare (2003)
- Getica (2004)
- Bachița (cu Stelu Enache și Fanfara Zece Prăjini) (2004)
- La Passion (2006)
- Iskender – Aromanian Sound (cu Gheorghe Zamfir și Stelu Enache) (2007)
- Balkano live (cu Fanfara Zece Prăjini, Stelu Enache și Grupul Balcano) (2011)

Cu Phoenix:
- Cantofabule (1975)
- Transsylvania (1981)
- SymPhoenix/Timișoara (1992)
- Cantafabule – Bestiar (1996)
- Aniversare 35 (1997)
- Baba Novak (2005)
- Phoenix Tour 2006 – Baba Novak (2006, VCD)
- Live at Sala Palatului (2006, DVD)
- Back to the Future... (2008)
- The 80s (2019)

Cu Madhouse:
- From the East (1979)
- Giacca de Blue (1979, remaster 2008)

Cu Roșu și Negru:
- Leopardul/Cîntecul pădurii/Cadranele (1972, EP)
- Oameni de zăpadă/Pastorală (1974, single)
- Pădurea l-a gonit/Copiii păcii (1975, single)
- Formații de muzică pop 1 (1975, compilație)
- Flori de timp/Vrei (1977, single)

Cu Lipan Connection:
- Waiting for You (1992, maxi-single)
- Excalibur (1997, single)
- Transilvania (1998)

Cu Rated X:
- Rock Blooded (1983)
- Baby I Love You/Pick It Up (1984, single)
- Forbidden for the Youth (1996)

Cu Pasărea Rock:
- Legenda (2014, maxi-single)
- Călușandra (2015, EP)
- Legenda (2016)
- Cavalcada (2021)

Alte colaborări:
- cu Iris – piesa „Bolero / Rhythm Fiesta” (2000)
- cu Bosquito – piesa „Întuneric în culori” (2012)